# Rising Lands
Rising Lands est un jeu vidéo de stratégie en temps réel développé et publié par Microïds  sur PC en 1997. Le jeu se déroule dans un futur proche dans lequel la terre a été dévastée par une comète. Le joueur incarne le leader d’une tribu de survivant, son but étant de guider celle-ci jusqu’à dominer ce monde post-apocalyptique. Le système de jeu de Rising Lands est très similaire à celui des autres jeu de stratégie en temps réel, le joueur devant collecter trois types de ressources – la nourriture, la pierre et le métal – qu’il peut utiliser pour construire des bâtiments, entraîner des troupes, accroître sa population et rechercher de nouvelles technologies.

## Trame
Rising Lands se déroule dans un futur de science-fiction. Dans celui-ci, les nations du monde se sont unies afin de détruire une gigantesque météorite menaçant la Terre. Malgré le succès de l’entreprise, les débris de la météorite anéantissent une grande partie de la population terrestre, réduisant à néant la civilisation. Plusieurs siècles après le cataclysme, les survivants sont regroupés en quatre clans, respectivement spécialisés dans l’agriculture, la construction, la guerre et la religion,. Dans ce monde post-apocalyptique, le joueur incarne le leader d'un de ces clans qui tentent de survivre dans un monde devenu hostile, avec notamment l’apparition de mutant, et de bâtir une nouvelle civilisation. 

## Système de jeu
Rising Lands est un jeu de stratégie en temps réel (STR). Comme dans la plupart des jeux du genre, le joueur doit collecter des ressources et construire des bâtiments qui lui permettent de produire une armée en vue d’affronter l’ennemi. Il se distingue cependant des autres jeux du genre par un système de création des unités plus complexe. Pour créer une unité, le joueur doit en effet d’abord attirer un nouveau colon en sacrifiant une certaine quantité de nourriture dans un bâtiment spécifique. Ce colon, qui constitue l’unité de base, peut alors être affecté à un bâtiment de production pour en assurer le fonctionnement, mais ne peut rien faire d’autre. Pour pouvoir lui assigner d’autres tâches, le joueur doit donc le former à un métier dans des bâtiments spécifiques. Le sanctuaire lui permet par exemple de former des fermiers pour récolter la nourriture, des bâtisseurs pour construire des bâtiments ou des mécaniciens pour fabriquer des machines,. D’autres bâtiments lui permettent de former les unités militaires destinées à affronter les clans adverses et les éventuels monstres errants. La caserne permet ainsi de former des soldats, des incendiaires, des archers ou des capitaines; le monastère de former des druides ; le cirque de former des montreurs d’ours ou de rhinocéros ; l’atelier de former des conducteurs de véhicules terrestres ; et l’héliport de former des pilotes des véhicules de transports aériens. Ces unités militaires évoluent au fur et à mesure des combats lors desquels elles acquièrent de l’expérience, ce qui améliore leur efficacité. Certaines sont capables d’utiliser la magie et ont à leur disposition différents types de sorts. Outre la gestion des ressources humaines, le système économique du jeu s’appuie sur l’exploitation de trois matières premières : la nourriture, la pierre et les pièces mécaniques. La première permet d’attirer de nouveaux colons et de nourrir les unités existantes. Chaque unité doit en effet être nourrie et doit donc disposer à proximité d’un stock de nourriture, sous peine de dépérir puis de mourir. La seconde, la pierre, sert principalement à la construction de nouveaux bâtiments, mais est également nécessaire à la formation de certaines unités comme les incendiaires. De la même manière, les pièces mécaniques, initialement disséminées à divers endroits de la carte, sont utilisées pour construire certains bâtiments et former certaines unités.  
Le mode solo du jeu est constitué de 28 missions au cours desquels il est possible de passer des alliances ou de commercer avec les autres tribus. Certains personnages peuvent accumuler de l'expérience pour devenir plus efficace dans leur domaine et l'attitude du joueur au cours d'une mission peut influencer le déroulement des missions suivantes. De plus, les surplus de ressources accumulés lors d'une missions sont conservés par le joueur lors de la mission suivante.
Le jeu dispose également d'un mode multijoueurs permet à jusqu'à quatre joueurs de s'affronter en réseau local ou par Modem,.

## Accueil
| Rising Lands   |      |       |
| Média          | Pays | Notes |
| Cyber Stratège | FR   | 3.5/5 |
| Gen4           | FR   | 3/5   |
| Joystick       | FR   | 85 %  |
| PC Gamer UK    | GB   | 62 %  |
| PC Jeux        | FR   | 72 %  |
| PC Zone        | GB   | 69 %  |

À sa sortie, Rising Lands fait l’objet d’une critique plutôt positive du journaliste Joël Olivier du magazine Cyber Stratège qui le décrit comme un jeu « équilibré et agréable » doté de « graphismes magnifiques » et d’unité et de bâtiments variés. Il déplore en revanche le « manque d’autonomie » des unités et le « manque d’automatisation » de son interface graphique, qu’il considère comme le principal défaut du jeu, qui oblige le joueur à tout gérer de lui-même et rend l’utilisation de certaines fonctions fastidieuse. Il juge néanmoins que son « thème [est] intéressant et correctement exploité » grâce à de nombreux aspects intéressants, dont notamment la richesse de son système de recherche technologique, et malgré un moteur de jeu très classique. Il conclut ainsi que s’il n’a pas l’ampleur d’un Seven Kingdoms, mieux fini et plus riche, il propose « une alternative agréable » aux jeux de stratégie en temps réel plus violents comme Dark Reign ou Total Annihilation. Rising Lands fait également l’objet d’une critique plutôt positive du journaliste Eric Ernaux dans le magazine Gen4 qui le juge « surprenant » mais pas totalement convaincant. Celui-ci salue en effet ses « graphismes sympa », ses « musiques grandiose » et son « concept très original », avec notamment sa gestion de la diplomatie et des échanges, qui constitue selon-lui un de ses points forts. En revanche, s’il estime que le principe du jeu est facile à assimiler, il déplore les lacunes de son interface et de son intelligence artificielle qui ne soulagent pas le joueur dans les trop nombreuses opérations de gestion que nécessite son système de jeu, ce qui le rend « lent et fastidieux ». Le journaliste Fishbone du magazine Joystick partage globalement cet avis. Outre ses graphismes de bonne qualité et ses animations d’un bon niveau, celui-ci salue en effet son concept original et bien pensé, notamment concernant ses systèmes de création des unités, de gestion des ressources et de diplomatie. Il regrette en revanche les lacunes de son pathfinding, qu’il juge moins bon que dans les autres jeux du genre, ainsi que le fait qu’il ne soit pas possible d’attribuer un comportement particulier à une unité. Il conclut néanmoins qu’il s’agit d’un « jeu sympathique » qui se distingue de ses concurrents en étant moins axé sur la guerre.